# Isabel Bruce
Isabel (de) Bruce (alternativamente, Isabella, Isobel o Isobail) (1275 - 1358). Reina consorte de Noruega, esposa de Erico II. Era una noble escocesa, hija de Roberto Bruce y de Marjorie de Carrick, y hermana del rey Roberto I de Escocia.
El 25 de septiembre de 1293, con doce años de edad, se casó con el rey Erik II de Noruega, convirtiéndose en la segunda esposa de éste y por lo tanto en reina de Noruega. El matrimonio sólo tuvo una hija, la princesa Ingeborg Eriksdottir de Noruega, quien se casaría con el príncipe sueco Valdemar Magnusson, duque de Finlandia. En 1299 murió el rey Erik, e Isabel, de tan sólo 24 años, nunca volvería a casarse, permaneciendo viuda durante los 59 años que le quedaron de vida.